# Mehmet Emin Toprak
Mehmet Emin Toprak (n. 11 septembrie 1974, Yenice⁠(d), Provincia Çanakkale, Turcia – d. 2 decembrie 2002, Çan, Provincia Çanakkale, Turcia) a fost un actor turc.

## Carieră
Mehmet Emin Toprak și-a făcut debutul actoricesc în 1998 sub regia vărului său Nuri Bilge Ceylan în The Small Town⁠(d), debutul în lungmetraj al regizorului și, de asemenea, prima parte a unei trilogii despre diferențele dintre viața rurală și cea de la oraș în Turcia. Drama spune povestea vieții de zi cu zi și a creșterii în provinciile turcești din perspectiva unui copil. Acesta a fost urmat un an mai târziu de un rol secundar în a doua parte a trilogiei, Clouds of May⁠(d). Clouds of May a câștigat o serie de premii internaționale de film și festivaluri, inclusiv Premiul FIPRESCI la Premiile Filmului European 2000 și premii la festivalurile de film de la Angers, Ankara, Antalya, Bergamo și Istanbul.
Descoperirea lui Toprak ca actor a venit în 2002, când a lucrat din nou cu Nuri Bilge Ceylan la drama Departe, ultima parte a trilogiei. Departe a avut premiera în Turcia la sfârșitul anului 2002 și i-a adus lui Mehmet Emin Toprak premiul pentru rol secundar la Festivalul Internațional de Film din Antalya.

## Viață personală
El era căsătorit de cinci luni până la momentul decesului. La vârsta de 28 de ani, a murit într-un accident de mașină pe drumul de întoarcere de la Festivalul Internațional de Film de la Ankara, în apropiere de orașul Çan.
La câteva săptămâni după accident, filmul Departe a fost prezentat la Festivalul Internațional de Film de la Cannes din 2003, unde Toprak a primit premiul post-mortem pentru cel mai bun actor.

## Filmografie
- The Small Town (1997)
- Clouds of May (1999)
- Departe (2002)

## Premii și nominalizări
| An   | Premii                                         | Categorie                        | Lucrări         | Rezultate    |
| ---- | ---------------------------------------------- | -------------------------------- | --------------- | ------------ |
| 1999 | Turkish Film Critics Association               | Best Supporting Actor            | Mayıs Sıkıntısı | Nominalizare |
| 2002 | Antalya Golden Orange Film Festival            | Best Supporting Actor            | Departe         | Câștigat     |
| 2002 | Turkish Film Critics Association               | Premiul pentru cel mai bun actor | Departe         | Nominalizare |
| 2003 | Festivalul Internațional de Film de la Cannes  | Premiul pentru cel mai bun actor | Departe         | Câștigat     |
| 2004 | Festivalul Internațional de Film din Singapore | Premiul pentru cel mai bun actor | Departe         | Câștigat     |